# 436 (číslo)
Čtyři sta třicet šest je přirozené číslo. Následuje po číslu čtyři sta třicet pět a předchází číslu čtyři sta třicet sedm. Římskými číslicemi se zapisuje CDXXXVI a řeckými číslicemi υλς.

## Matematika
436 je:
- Deficientní číslo
- Složené číslo
- Nešťastné číslo

## Astronomie
- (436) Patricia je planetka hlavního pásu, kterou objevili v roce 1898 Max Wolf a Arnold Schwassmann

## Roky
- 436
- 436 př. n. l.